# Domenico Balestrieri
Domenico Balestrieri (Milano, 16 aprile 1714 – Milano, 11 maggio 1780) è stato un poeta italiano, autore di versi sia in dialetto milanese che in lingua italiana.

## Biografia
Nato a Milano da Giuseppe Balestrieri e Isabella Maganza. Compì il corso di filosofia alle scuole di Brera; poi, per secondare i desideri paterni, studiò legge presso il Collegio Calchi e da adulto svolse la professione del cancelliere all'annona presso il magistrato straordinario del Ducato di Milano. 
Balestrieri fu tra i restauratori dell'Accademia dei Trasformati (1743-1768) col conte Imbonati e il poeta Carl'Antonio Tanzi. Nel 1747 sposò Rosaria Casati dalla quale ebbe una figlia, Giuseppa, che nel 1795 curerà un'edizione postuma delle poesie paterne. Per un triennio risiedette a Varese, e compose varie poesie a tema varesino.
Balestrieri ebbe rapporti amichevoli con le più importanti personalità milanesi. Grande amico del Parini e del cardinal Angelo Maria Durini, fu spesso ospite del canonico Giuseppe Candido Agudio, nel suo palazzo di Malgrate sul lungolago di Lecco. Morì l'11 giugno del 1780.
Anche un suo fratello, Carlo Giuseppe Balestrieri, prete secolare, fu "buon poeta Volgare" secondo il Mazzuchelli. Tre sue poesie in italiano sono pubblicate nelle Lagrime in morte di un gatto alle pp. 125–128.

## Opere
A un'ampia scelta delle sue poesie dedicò il Cherubini i .

## La fortuna
Giuseppe Parini gli dedicò il sonetto in dialetto milanese In morte di Domenico Balestrieri, pubblicato nei Versi in morte del celebre poeta Domenico Balestrieri insieme a un epigramma in lingua italiana.
Costituì un modello importantissimo per Carlo Porta, che studiò a lungo i versi di Balestrieri, come testimoniano i suoi spogli lessicali delle opere del Balestrieri (una pagina manoscritta di spogli è stata pubblicata da Dante Isella nel Ritratto dal vero di Carlo Porta). Inoltre l'almanacco El lava piatt del meneghin ch'è mort, la cui paternità portiana è stata dimostrata da Isella, si riferisce proprio al Balestrieri, che si faceva chiamare Meneghin Balestreri, con riferimento a Meneghino, la celebre maschera creata da Carlo Maria Maggi. Altri punti di contatto tra i due poeti si possono trovare nella traduzione compiuta da Porta di alcuni canti dell'Inferno dantesco.

## Opere
La produzione poetica del Balestrieri, in massima parte scritta in dialetto milanese, ebbe molto successo. Le sue opere principali sono: Il figliuol prodigo (in sestine), Milano 1748; Rimm milanes de Meneghin Balestren Accademegh Trasformaa, con ritratti dell'Imbonati e del poeta, Milano 1774; Rime toscane e milanesi, in 6 volumi, Milano 1774-1779; La Gerusalemme liberata travestita in lingua milanese, in 4 voll., Milano 1772, e in un volume, Milano 1773; Rime milanesi, raccolta di novelle pubblicata dopo la sua morte nel 1795. L'opera di Giuseppe Balestrieri è stata pubblicata quasi integralmente a cura di Francesco Cherubini nei volumi V-VIII della sua Collezione delle migliori opere scritte in dialetto milanese (Milano, 1816). Una selezione delle sue poesia fu stampata a cura di Ferdinando Fontana agli inizi del XX secolo.

### Edizioni originali
- AA. VV., Lagrime in morte di un gatto. Milano: nella stamperia di Giuseppe Marelli, 1741
- Domenico Balestrieri, Per el tanto sospirado parto masculin de so' maestae la regina nostra parona Soneti dedicadi a so' eminenza el sior gardenal Stampa arcivescovo de Milan. Milano: In la stamperia de Polo Montan, 1741
- Id., In morte di sua eccellenza il signor conte Giovanni Benedetto Borromeo Arese rime a sua eccellenza la signora contessa donna Clelia Grillo Borromeo. In Milano: per Francesco Agnelli, 1744
- Id., Rimm milanes de Meneghin Balestreri Accademech trasformae. In Milan: in la stampa de Donae Ghisolf, 1744
- Id., Il Figliuol prodigo. In Milano: per Giuseppe Marelli, 1748
- Id., Ai sò nevodinn Marina e Cecca Balestreri, che se faan monegh in del monester de Sant Antonj de Padova, el Barba Meneghin, Milano, Giuseppe Marelli, 1754
- Id., El cangeler della Badia di Meneghitt all'autor del segond dialegh della lengua toscana . Milan: in la stampa di Antoni Agnell, 1760
- Id., La Badia di Menegihtt, a consulta sora el dialegh della lengua toscana Rezzitae el 27. d'Agost del 1759. Da zert student de rettorega, e stampae el di 8. de Settember dell'istess ann . Milan: in stampa di Antoni Agnell, 1760
- Id., La camaretta di Meneghitt in conversazion sora do letter vuna del Scolaer al scior abbae Isepp Parin; l'oltra del Majster al scior Carl'Antonj Tanz . In Milan: in la Stampa de Antonj Agnell, 1760
- Id., Spassatemp del Tizziroeu, e del Mennapaes capp della Badia dj Menegihtt sora la resposta con l'annotazion, e la P.S. al scior abbae Parin dell'autor di duu Dialegh della lengua toscana . Milan: in la stampa de Antonj Agnell, 1760
- Id., Ottav milanes recitaa a Mombell da Meneghin Balestreri in occasion che 'l Magnifech Scior Cont Senator, e Proconsultor Don Steven Gaitan Crivell l'e staa destinaa dalla Cort de Vienna Governator dell'Ill.em Magistraa Cameral del Stat de Milan . Milan: in la Stampa de Antoni Agnell, 1762
- Id., La Gerusalemme liberata travestita in lingua milanese a sua Eccellenza Carlo conte, e signore De Firmian . In Milano: appresso Gio. Batista Bianchi regio stampatore, 1772 in folio; in 8: vol. 1, 2, 3, 4
- Id., Rime toscane, e milanesi, 6 voll. In Milano: appresso Giambattista Bianchi regio stampatore, 1774-1779 voll. 1-3; voll. 4-6

### Postuma
- Rime milanesi di Domenico Balestrieri a Sua Eminenza il Signor Cardinale Angiolo Maria Durini Arcivescovo d'Ancira e Conte Confeudatario di Monza. In Milano, 1795, Nell'Imp. Monistero di S. Ambrogio Maggiore.

### Edizioni moderne
- Emilio Guicciardi (a cura di), Rime milanesi, Milano, Tip. Allegretti di Campi, 1966
- Rist. anast. delle Rimm Milanes, Ristampe del Gruppo Fiscambi, 1983.
- Felice Milani (a cura di), E no diroo nagotta de Masnagh: dodici poesie varesine. Prefazione di Dante Isella, Varese, Libreria Pontiggia, 1993.
- Felice Milani (a cura di), Rime milanesi per l'Accademia dei Trasformati, Collezione Biblioteca di scrittori italiani, Parma, Guanda, 2001, ISBN 978-88-824-6372-4.
- Felice Milani, Il Figliuol Prodigo di Domenico Balestrieri, in Studi sul Settecento e l'Ottocento, IX (2014), pp. 16–33
- Felice Milani (a cura di), La Gerusalemme liberata travestita in lingua milanese, Collezione Biblioteca di scrittori italiani, Parma, Guanda, 2018, ISBN 978-88-235-2118-6.
- Anna Bellio (a cura di), Lagrime in morte di un gatto, Collana Adularia Minima, Otto/Novecento, 2018, ISBN 978-88-877-3460-7.